# Rückenmühle
Die Rückenmühle ist eine denkmalgeschützte Wassermühle in Darmstadt-Arheilgen in Hessen, deren Geschichte auf das frühe 14. Jahrhundert zurückgeht.

## Geschichte und Beschreibung
Die Mühle wurde erstmals im Jahre 1318 urkundlich erwähnt. Im Dreißigjährigen Krieg wurde sie zerstört, im Jahr 1672 wiederaufgebaut und in späterer Zeit architektonisch verändert. Das Gebäudeensemble besteht aus einem hufeisenförmig angelegten Komplex mit Haupt- und Nebengebäuden. Daneben gehören zu der Sachgesamtheit der Mühlgraben und die mit Blaubasalt gepflasterte Mühlenzufahrt. Das heutige Hauptgebäude des Ensembles wurde um das Jahr 1900 aus Klinkersteinen erbaut. Der intakte Mahlgang ist erhalten geblieben.

## Denkmalschutz
Die Getreidemühle hieß ursprünglich Krugsmühle und wurde später Schornhauersmühle genannt.
Danach hieß die Mühle Riggenmühle, woraus Rückenmühle wurde. Die Rückenmühle ist neben der Leibchesmühle an der Silz eine von zwei noch erhaltenen Mühlen in Darmstadt-Arheilgen von ehemals acht. Aus architektonischen, industriegeschichtlichen und stadtgeschichtlichen Gründen ist das Bauwerk ein Kulturdenkmal.